# Richard Grenell
Richard Allen Grenell (sinh ngày 18 tháng 9 năm 1966) là một nhà ngoại giao, công chức và tư vấn truyền thông Mỹ. Là thành viên của Đảng Cộng hòa, ông từng là Đại sứ Hoa Kỳ tại Đức từ năm 2018 đến 2020 và một thời gian ngắn làm Quyền Giám đốc Tình báo Quốc gia (DNI) trong Nội các Trump năm 2020. Grenell tiếp tục làm Đặc phái viên của Tổng thống cho các cuộc đàm phán hòa bình ở Serbia và Kosovo.

Grenell từng là phát ngôn viên của Bộ Ngoại giao Hoa Kỳ tại Liên Hợp Quốc dưới bốn đại sứ Hoa Kỳ khác nhau trong chính quyền của George W. Bush. Sau nhiệm kỳ của Bộ Ngoại giao, ông thành lập Công ty truyền thông Capitol, một công ty tư vấn chiến lược quốc tế và truyền thông quốc tế;  ông cũng làm việc như một người đóng góp cho Fox News.  Grenell là người phát ngôn chính sách đối ngoại cho Mitt Romney trong chiến dịch tranh cử tổng thống năm 2012 của ông.
Vào tháng 9 năm 2017, Tổng thống Hoa Kỳ, Donald Trump, đã đề cử Grenell làm Đại sứ Hoa Kỳ tại Đức. Vào ngày 26 tháng 4 năm 2018, ông đã được Thượng viện Hoa Kỳ xác nhận bằng số phiếu từ 56 đến 42. Grenell đã trình giấy ủy nhiệm của mình cho Tổng thống Đức, Frank-Walter Steinmeier, vào ngày 8 tháng 5 năm 2018. Nhiệm kỳ của ông đã gây tranh cãi, và  Grenell đã được mô tả là bị cô lập về chính trị và ngoại giao ở Berlin. Hầu hết các nhà lãnh đạo chính trị Đức tránh tiếp xúc với ông vì liên quan đến quyền cực hữu, sự can thiệp của ông vào chính trị nội địa Đức và sự thiếu chuyên nghiệp nhận thức. Năm 2020, Grenell có thời gian ngắn làm giám đốc diễn xuất của tình báo quốc gia trong chính quyền Trump, khiến ông trở thành người đồng tính công khai đầu tiên phục vụ ở vị trí cấp nội các Hoa Kỳ.

## Tuổi thơ và giáo dục
Grenell tốt nghiệp với bằng cử nhân về Chính phủ và Hành chính công tại Đại học Evangel ở Springfield, Missouri. Ông nhận bằng thạc sĩ Quản trị công tại Trường Chính phủ John F. Kennedy của Đại học Harvard.

## Đời tư
Grenell là một đảng Cộng hòa đã đăng ký. Considered a staunch Trump loyalist, ông là người đồng tính công khai đầu tiên phục vụ ở vị trí cấp nội các của Hoa Kỳ. He has a longtime partner, Matt Lashey.
Vào tháng 6 năm 2013, Grenell tiết lộ rằng anh ta đã được chẩn đoán mắc bệnh ung thư hạch không Hodgkin và bắt đầu hóa trị. In September 2013, Grenell announced that he was in remission.